# Chronik der Stadt Düren/1901–1925
Diese Liste ist eine Teilliste der Chronik der Stadt Düren. Sie listet datierte Ereignisse des ersten Viertel des 20. Jahrhunderts in Düren auf.

## 1901
- Baubeginn des neuen Friedhofes in Düren-Ost, Fertigstellung 1903.
- 1. Januar: Die nun bis Merken durchgeführte Dampfeisenbahn wird in Betrieb genommen.
- 7. Juni: Gründung der Pfarre St. Joachim, nach St. Anna und St. Marien, der dritten Pfarre in Düren.
- 3. Juli: Eröffnung des städtischen Schlachthofes in der Paradiesstraße.
- 26. Juli: Einführung einer städtischen Biersteuer
- 28. Juli – 4. August: Vierhundertjahrfeier des Dürener Annafestes.
- 29. September: Gründung des Dürener Einzelhandelsverbandes.
- 13. Oktober: Eröffnung des ersten städtischen Elektrizitätswerkes Ecke Paradiesstraße/Glashüttenstraße, dessen erster Kunde der Bahnhof Düren war.
- 13. Oktober: Eröffnung der städtischen Turnhalle an der Südschule.
- 23. Oktober: Einweihung des Baus der katholischen Volksschule Rölsdorf. Bisher fand der Unterricht in gemieteten Räumen statt.

## 1902
- Baubeginn des Karmelitenklosters, Kölner Landstraße 261.
- 22. März: Enthüllung des von Joseph Uphues geschaffenen Moltkedenkmals an der Einmündung der Philippstraße in die Weierstraße.
- 9. April: Gründung des „Dürener Bauvereins für Arbeiterwohnungen AG“.
- 24. April: Alexianer aus Neuss gründen in Düren eine Niederlassung und beginnen am 4. Juni mit der Krankenpflege.

## 1903
- 16. Juni: Leopold Peill, sen. (* 10. April 1846 Köln; † 5. August 1925 Kreuznach) gründet mit seinem gleichnamigen Sohn Leopold Peill die Glashütte Peill & Putzler.
- 1. August: Eröffnung der Bahnlinie Kreuzau – Blens.
- 23. August: Das Karmelitenkloster an der Kölner Landstraße wird eingeweiht.

## 1903–1904
- Bau der ersten elektrischen Straßenbeleuchtung.

## 1904
- Rückkehr der Ursulinen nach Düren.
- Der Stadt Düren wird von der evangelischen Gemeinde der Friedhof in der Paradiesstraße geschenkt.
- 1. April: Eröffnung der Hilfsschule.
- 15. Dezember: Die Stadtverordnetenversammlung beschließt den Ankauf des früheren Gewandhauses Ecke Altenteich/Bongard aus Privatbesitz.

## 1905
- Die „von Keyserlingks“ verziehen von Schloss Burgau nach Bohlschau/Westpreußen. Seitdem ist das Schloss unbewohnt.
- Düren erhält die erste elektrische Feuermeldeanlage.
- Errichtung eines Lehrerseminars im früheren Kapuzinerkloster am Altenteich.
- 12. September: Bürgermeister August Klotz führt auf Anordnung von Kaiser Wilhelm II. den Titel „Oberbürgermeister“.
- 8. November: Eröffnung des von der Familie Hoesch gestifteten Leopold-Hoesch-Museums. Hier wird auch die Stadtbücherei untergebracht.
- 1. Dezember: Die Volkszählung ermittelt 29.770 Personen.

## 1906
- Die ersten öffentlichen Feuermelder werden in der Stadt installiert.
- Eine einklassige jüdische Volksschule wird eröffnet.
- Dezember: Bei Merzenich erfolgt der 1. Spatenstich für die Kreisbahnlinie Distelrath – Nörvenich – Zülpich.

## 1907
- Das Stadttheater Düren wird bis 1914 vom Aachener Stadttheater bespielt.
- Beginn der Kanalisation des Stadtgebietes.
- 17. Januar: Eröffnung des von Eberhard Hoesch gestifteten Stadttheaters.
- August: Von Distelrath aus werden Gleise der Kreisbahn in Richtung Stadt verlegt.

## 1908
- 20. Januar: Die Dampfstraßenbahn Düren – Merken wird bis Pier durchgeführt.
- 28. April: Einweihung der evangelischen Volksschule, jetzt Wernersschule.
- 6. Oktober: Verkehrsübergabe der elektrischen Straßenbahn auf allen Linien, auch Eröffnung der Linie Düren – Rölsdorf – Lendersdorf.

## 1909
- Das Marienkloster der Cellitinnen in Niederau wird erbaut. Der Neubau kostet 220.000 Mark.
- 15. März: Die Kreisbahnlinie Düren-Kreuzau wird fertiggestellt.
- 1. April: Der Dürener Anzeiger wird mit der Dürener Zeitung von 1872 vereint.
- 17. August: Inbetriebnahme des neuen Wasserturmes am Kölnplatz, jetzt Friedrich-Ebert-Platz (Einweihung am 27. Oktober 1909).
- 20. Oktober: Eröffnung des neuen Postamtes in der Kölnstraße.
- 27. Oktober: Das Maria-Hilf-Hospital zieht aus dem Gebäude neben der Marienkirche in das neue Krankenhausgebäude in der Roonstraße; in das alte Gebäude an der Philippstraße zieht die Hilfsschule ein.
- 9. November: Über Düren erscheinen drei Militärluftschiffe Vertreter der drei Systeme Zeppelin, Parseval und Groß.
- 15. November: Das Luftschiff „Zeppelin 2“ überflieg als erster Zeppelin Düren. Am gleichen Tage überflogen die Luftschiffe „M. II“ und „Parseval I“ die Stadt.
- 20. November: Luftschiff Zeppelin 2 wieder über Düren.

## 1910
- In Düren gibt es 42 Millionäre und 91 fabrikmäßige Betriebe.
- Die Kolpingfamilie zieht in das Haus Josef-Schregel-Straße 26 ein, heute „Dürens Post Hotel“.
- Die Kreisbahnlinie Düren – Zülpich wird über Geich und Juntersdorf bis Embken erweitert und 1911 auch für den Personenverkehr freigegeben.
- 1. Dezember: Die Volkszählung ermittelt 32.511 Personen in 3038 Häusern, Rölsdorf hat 1798 Einwohner.

## 1911
- Die Dürener Feuerwehr erhält die 2. Dampfspritze.
- Die „Rurtalsperren-Elektrizitätswerke“ liefern durch Vertrag Strom nach Düren.
- Auf dem neuen Friedhof in Düren-Ost wird das Peill'sche Mausoleum errichtet.
- 19. Mai – 2. Juni: Streik der Brauereiarbeiter für Lohnerhöhung und feste Arbeitszeiten.
- 30. Mai: Erdbeben in Düren gegen 8:40 Uhr.
- 1. Juli: Zusammenschluss von Gas-, Wasser- und Elektrizitätswerk.
- 6. September: Erneutes Erdbeben in Düren kurz vor 15 Uhr.

## 1912
- Erweiterung des Stadttheaters.
- Das Landratsamt, jetzt Kreisverwaltung, zieht vom Viehmarkt, jetzt Kaiserplatz, in das neue Haus Ecke Bismarckstraße/Moltkestraße.
- Gründung der Kesselfabrik Franke & Co. und der Isolawerke.
- Bau des Kaufhauses Tietz an der Ecke Wirtelstraße/Schützenstraße/Wirteltorplatz, heute Kaufhof.
- 7. und 10. Mai: Das Luftschiff Zeppelin 2 überfliegt Düren.
- 30. Mai: Oberbürgermeister Klotz schließt mit dem Kriegsministerium einen Garnisonsvertrag ab.
- 5. November: An der Ecke Wirtelstraße/Bismarckstraße wird das Warenhaus Leonhard Tietz eingeweiht (1944 zerstört, heute Kaufhof)
- 16. November: Eröffnung des Lehrerseminars mit Turnhalle und Dienstwohnungen am Blücherplatz.
- 26. November: Erste Kreistagssitzung in dem an der Bismarckstraße neu gebauten Kreishaus.

## 1913
- Auf der Eiswiese an der Tivolistraße wird mit dem Bau eines Hallenbades begonnen, das nie vollendet wird (Abriss der Bauruine in den 1950er Jahren).
- Mehrere Flugmaschinen überfliegen Düren.
- Bau der Riemann-Kaserne an der Königgrätzer Straße (heute Euskirchener Straße) zwischen der heutigen verlängerten Wewordenstraße und der Brüsseler Straße.
- Hauptkanal von der Riemann-Kaserne bis zur städtischen Kläranlage in Birkesdorf fertiggestellt (6,5 km lang).
- Anlage der Rieselfelder auf der Kläranlage der Stadt Düren in Birkesdorf.
- Juni: Baubeginn der Erweiterung der Marienkirche um Westwerk und Glockenturm durch Heinrich Renard.
- 28. Juni: Einige Dienststellen der Stadtverwaltung beziehen das frühere Kreishaus am Kaiserplatz.
- 20. September: Einweihung des Vorbahnhofes zwischen Düren und Merzenich.
- 18. Oktober: Einweihung der Turnhalle an der Nordschule.
- In der Stadt leben 22 Mehrfachmillionäre (9 Schoeller, 6 Hoesch, 3 Bücklers, 2 Peill, je 1 Hinsberg und Schüll) und 30 „einfache“ Millionäre (6 Schoeller, 5 Hoesch, 4 Krafft, 4 Hoffsümmer, 2 Schüll, je 1 Banning, Courth, Emmel, Kirchner, Lefils, Michel, Palm, Renker und Seybold).
- 20. November: Umstellung der Dampfeisenbahn Düren – Pier auf elektrischen Betrieb.

## 1914
- Düren hat 33.000 Einwohner.
- Düren bezieht hauptsächlich Strom vom Elektrizitätswerk „Zukunft“ in Weisweiler.
- Die Krefelder Oper und das Düsseldorfer Schauspielhaus bespielen bis 1918 das Dürener Stadttheater.
- 1. Januar: Bildung der „Allgemeinen Ortskrankenkasse“ und der „Landkrankenkasse“.
- 23. April: Einweihung des neuen katholischen Lyzeums Ecke Tivolistraße/August-Klotz-Straße (wurde später zum Wirteltorgymnasium).
- 23. Mai: Mehrere Explosionen in der 1881 errichteten Schießwollfabrik – sie gehörte der Deutschen Sprengstoff AG, Hamburg – zwischen der Aachener Landstraße (heute Valencienner Straße) und der Mariaweilerstraße fordern acht Todesopfer und zahlreiche Verletzte.
- 28. Juli: Beginn des Ersten Weltkrieges durch die Ermordung des österreichischen Thronfolgers Franz Ferdinand und seiner Gattin in Sarajewo.
- 29. Juli: Einweihung der Riemannkaserne.
- 4. August: Die Ursulinen kommen wieder nach Düren (1878 ausgewiesen) und ziehen in ein Haus in der Zehnthofstraße auf dem Gelände des ehem. Annuntiatenklosters ein.
- 11. August: Die ersten 180 Kriegsverwundeten treffen in Düren ein.
- 14. August: Beginn der Musterung der Landsturmpflichtigen der Jahrgänge 1884–1896 (Erste Mobilmachung).
- 18. August: Herrichtung des letzten Teils des neuen Friedhofs und des Ehrenfriedhofs in Düren-Ost.

## 1915
- 3 km südlich von Distelrath wird ein Flugplatz für ein Luftschiff (Zeppelin) erbaut. Die Kreisbahn verlegt eine Versorgungslinie dorthin. Der Flugplatz wurde nie vollendet.
- 25. Januar: Erstmalige Ausgabe von Brotkarten in Düren
- 2. Oktober: Die Königgrätzer Straße wird in Hindenburgstraße umbenannt (heute Euskirchener Straße).
- 21. November: Einweihung der erweiterten Marienkirche.

## 1917
- März: Düren lässt eine Kriegs-Gedenkmünze herstellen.
- März: Vom Lebensmittelamt wird das erste Dürener Notgeld in Umlauf gebracht und ab 1918 von der Städtischen Sparkasse ausgegeben.
- 31. März: Die Rurzeitung stellt ihr Erscheinen ein.
- 16. September: Die Städtische Sparkasse wird im Hause Wilhelmstraße 2 eröffnet.
- 28. September: Die Stadt Düren kauft das ehemalige Rittergut Burgau für 600.000 Reichsmark von Rittmeister Nienhausen aus Essen.
- 2. Oktober: Generalfeldmarschall Paul von Hindenburg wird anlässlich seines 70. Geburtstages zum 4. Ehrenbürger der Stadt Düren ernannt.
- 11. Dezember: Eisenbahnunglück im Dürener Hauptbahnhof mit 23 Toten und 37 Schwerverletzten.

## 1918
- In der Holzstraße wird ein Säuglingsheim errichtet, welches die Elisabetherinnen übernehmen.
- Januar: Die Ursulinen kaufen das Grundstück Bismarckstraße 24 und im März das Grundstück Kölnstraße 81 und errichten dort Kloster und Schule.
- 5. April: Im früheren Gebäude der evangelischen Volksschule in der Schenkelstraße wird das städtische Kinderheim eröffnet.
- 1. Juli: Die Stadt Düren kauft von den Erben Janenius das Kornhaus in der Philippstraße 14 zum Preis von 36.500 Reichsmark.
- Juli: Gründung der Bäckerinnung.
- 1. August: Beim ersten Luftangriff auf Düren durch 10 englisch Bomber um 9:30 Uhr gibt es 16 Tote und 16 Verletzte; es wurden 28 Bomben abgeworfen.
- 28. August: Düren erhält eine neue Alarmanlage durch Sirenen und Signalbomben. Bisher erfolgte die Alarmierung durch Brand- und Kirchenglocken.
- 8. November – 4. Dezember: Revolutionswirren in Düren. Demonstrationen vor dem Rathaus. Im Gerichtsgefängnis in der Jesuitengasse werden Gefangene befreit. In der Kaserne werden die Kleiderkammer und das Proviantamt geplündert.
- 9. November: Ein von Josef Radermacher und Bertram Wieland[1] geleiteter Arbeiter- und Soldatenrat, der sich aus Angehörigen der sozialdemokratischen Partei des Wahlkreises Düren-Jülich zusammensetzte, etablierte sich im Rathaus und löste die Stadtverordnetenversammlung auf. Oberbürgermeister Klotz führte weiterhin die Verwaltung in Absprache mit dem Arbeiter- und Soldatenrat.
- 10. November: Der Arbeiter- und Soldatenrat in Düren gründete in Zusammenarbeit mit dem Garnisonskommando und dem Kommando des 1. Ersatzbataillons des Infanterie-Regiments 161 am 10. November 1918 eine Sicherheitswehr.[2]
- 4. Dezember: Englische Truppen besetzen Düren und bringen die englische Zeit mit, d. h. alle Uhren werden eine Stunde vorgestellt.

## 1919
- Die 1915 verlegte Versorgungslinie der Kreisbahn zum Luftschiff-Flughafen wird abgebaut.
- 8. Oktober: Dürens Stadttheater erhält die erste eigene „Oper zu Düren“. Zur Eröffnung der Winterspielzeit wird Beethovens „Fidelio“ aufgeführt.
- 27. Oktober: Eröffnung der ersten Volkshochschule in Düren.
- 5. November: Die Franzosen lösen die Briten als Besatzungsmacht ab.

## 1920
- Renovierung und Modernisierung der Synagoge bis 1921.
- Gründung der Privatmolkerei Commer.
- Zwei Schotten zerstörten das Kriegerdenkmal. Sie mussten den Wiederaufbau selbst bezahlen.
- 1. April: Umwandlung der gewerblichen Fortbildungsschule zur gewerblichen und hauswirtschaftlichen Berufsschule.
- Mai: Die Franzosen beschlagnahmen 450 Morgen (112,5 Hektar) Ackerland.
- 22. Juli: Die Patres der Eucharistiner werden im belgischen Baelen ausgewiesen und kommen nach Düren. Sie ziehen in die ehem. Ursulinenschule in der oberen Kölnstraße ein.
- 23. Oktober: Abtrennung Düren-Osts von der Pfarrei St. Anna. Fortan selbstständiges Rektorat Düren-Ost. Gottesdienstraum war die Krankenhauskapelle.
- 31. Dezember: Die Kreisbahn wird in eine GmbH (Stadt DN, Kreis DN, verschiedene Gemeinden und Anschlussgleisbesitzer) umgewandelt.

## 1921
- Bau der Grüngürtel-Siedlung.
- Die Kreisbahn stellt den Güterverkehr auf der Strecke Zülpich – Embken ein.
- Fahrt der letzten Pferdepost.
- 7. Juli: Der ehemalige Oberbürgermeister Christian August Klotz wird 5. Ehrenbürger.
- Die erste „Apostolische Gemeinde“ Dürens mit 26 Mitgliedern entsteht.
- 1. Februar: Die Städtische Sparkasse zieht von der Wilhelmstraße 2 in das umgebaute Hotel Schiller in der Zehnthofstraße 7 um.
- 2. Mai: Eröffnung der Waldschule in Burgau.
- 28. Juni: Erster Spatenstich für die Bonifatiuskirche.
- 14. August: Eröffnung des „Jugend-Stadions“ am Lendersdorfer Weg in Rölsdorf mit einer 400-m-Radrennbahn.

## 1922
- 37.626 Einwohner in Düren.
- In Düren gibt es folgende Banken und Sparkassen:
  - Reichsbanknebenstelle
  - Dürener Bank
  - Kreissparkasse
  - Städtische Sparkasse
  - Zweigstelle des Aachener Vereins
  - Deutsche Bank
  - G. Schaafhausen’scher Bankverein
  - Bankhaus Stahlschmidt & Co.
- Nach dem ersten Kino, Germania (heute Drogerie-Markt, Wirtelstraße) wird das Union-Theater (UT) im Kaisersaal in der Wirtelstraße eröffnet.
- 8. Januar: Aufnahme der kaufmännischen Schule in die gewerbliche Berufsschule.
- 7. Februar: Ein Eisenbahnunglück im Dürener Bahnhof fordert 4 Todesopfer und 38 Verletzte.
- 21. Mai: Einweihung der 1. Bonifatiuskirche
- 1. Juli: Errichtung der ersten Jugendherberge in der Südschule.
- 31. Dezember: Wegen fehlender finanzieller Mittel stellt die Kreisbahn jeglichen Verkehr ein.

## 1923
- Erste Bittprozession zum Muttergotteshäuschen. (ursprünglich nur für Männer)
- 3. Januar: Einweihung der St. Nikolauskirche in Rölsdorf. (2. Kirche an der Gürzenicher Straße)
- 11. Januar: Die französische und belgische Besatzungsmacht beschlagnahmt die Eisenbahnstrecken.
- 12. Februar: Der „Aachener Verein zur Beförderung der Arbeitsamkeit“ schließt seine Zweigstellen in Düren, Kreuzau und Vettweiß.
- 1. April: Die Kreissparkasse Düren übernimmt vom Aachener Verein das Gebäude Zehnthofstraße 16.
- 6. und 7. Mai: Sabotageakte an den Bahnstrecken Düren – Langerwehe, Düren – Buir und Düren – Euskirchen; Dauer der Ausgehsperre von 20:00 Uhr bis 5:00 Uhr.
- 23. Mai: Die Franzosen besetzen das Gas- und Elektrizitätswerk.
- 8. Juli: Eröffnung der Radrennbahn im Jugendstadion am Lendersdorfer Weg.
- 12. Juli: Die Bahnstrecke Düren–Heimbach wird von der Besatzungsbehörde beschlagnahmt. Ferner werden die Bestände der Stadthauptkasse von ungefähr 90 Millionen Mark beschlagnahmt und die Beamten festgenommen.
- 13. Juli: Die Stadtverordneten beschließen die Errichtung eines Strandbades.
- 31. August: Rasch zunehmende Geldentwertung. Anfang September kosten die „Dürener Zeitung“ bzw. die „Dürener Volkszeitung“ 2.800.000 Mark, ein 1.800 g schweres Graubrot kostet ab 3. September 440.000 Mark, ab 17. Sept. 3.500.000 Mark, ab 24. Sept. 8.600.000 Mark, ab 8. Oktober 24.000.000 Mark, ab 15. Okt. 135.000.000 Mark, am 17. November 400.000.000.000 Mark und ab 1. November 1.000.000.000.000 Mark.
- 7. Oktober: Das Rektorat St. Bonifatius wird zur selbständigen Pfarre.
- 15. Oktober: Eröffnung der zweijährigen Handelsschule Düren.
- 22. Oktober: Ausrufung der „Rheinischen Republik“ in Düren durch die Separatisten; die öffentlichen Gebäude werden besetzt; der Oberbürgermeister wird verhaftet und der Landrat für abgesetzt erklärt.

## 1924
- 16. Januar: Die Kreisbahn nimmt auf der Strecke Distelrath – Nörvenich – Zülpich als erster Strecke wieder den Betrieb auf.
- 17. Januar: Auflösung der am 22. Oktober 1923 ausgerufenen „Rheinischen Republik“.
- 8. Februar: Erscheinen der „Heimatblätter“ der Dürener Zeitung (bis Herbst 1939).
- 1. April: Das Dürener Notgeld wird aus dem Verkehr gezogen.
- 9. April: Einweihung des bereits 1923 bezogenen Finanzamtes an der Goethestraße.
- 28. Mai: Gründung des Männergesangvereins Düren-Ost.
- 7. Juli: Neubau der Kreissparkasse in der Zehnthofstraße
- 10. November: Eröffnung der Landwirtschaftsschule in Düren.

## 1925
- Die Dürener Feuerwehr erhält ihr erstes Motorfahrzeug (Dreirad) als Geschenk der Fa. Krupp.
- Die Stadt stellt der „Apostolischen Gemeinde“ die ehemalige Pockenbaracke am Barackenweg, jetzt Nörvenicher Straße, zur Verfügung.
- Schließung des Lehrerseminars.
- Baubeginn des Schulgebäudes der Ursulinen an der Bismarckstraße, Fertigstellung 1927.
- 10. Januar: Planung eines Schifffahrtskanals von Köln nach Aachen.
- 16. Juni: Bei der Volkszählung werden 37.286 Personen festgestellt.
- 1. Juli: Beginn der Auseinandersetzung zwischen Stadt und Kreis über die Eingemeindung Merzenichs.
- 5.–12. Juli: Jahrtausendfeier der Stadt (1000-jährige Zugehörigkeit zum Deutschen Reich).
- 20. Dezember: Rurhochwasserkatastrophe

## Belege
1. ↑  Peter Staatz: Die Reichs- und Landtagswahlen im Kreis Düren während der Weimarer Republik, Rheinischen Friedrich-Wilhelms-Universität zu Bonn 1994, S. 44
2. ↑  Peter Leßmann: Die preussische Schutzpolizei in der Weimarer Republik: Streifendienst und Strassenkampf, Droste Verlag 1989, ISBN 3-7700-0794-8, S. 19